# 细胞膜

细胞膜结构

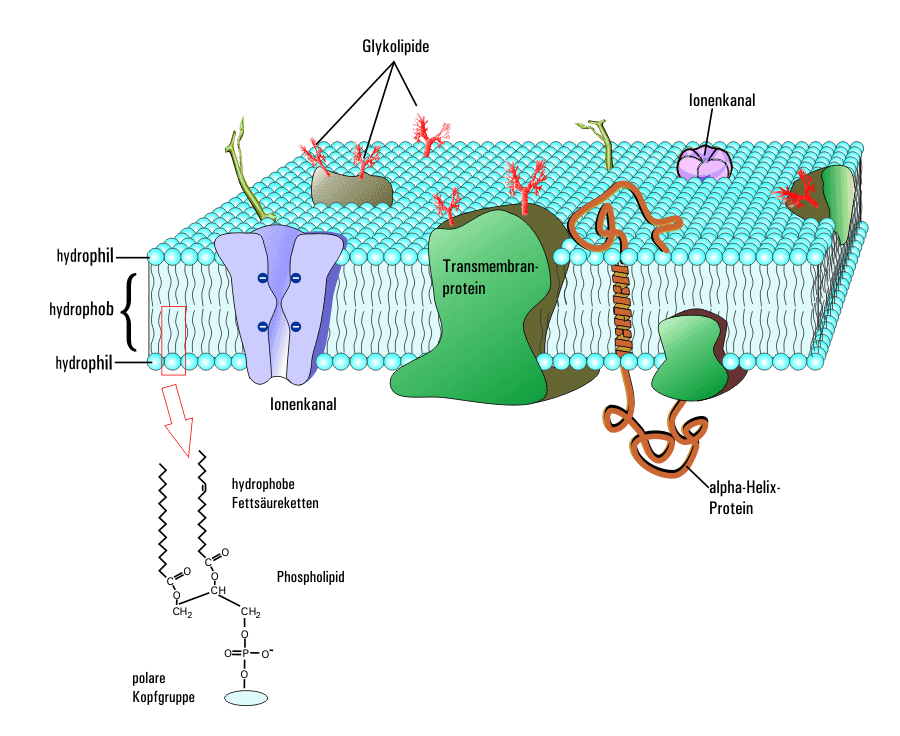
细胞膜

细胞膜（cell membrane）是将细胞内部与外部环境（细胞外空间）分隔并加以保护的生物膜。细胞膜普遍认为由磷脂質双层分子作为基本单位重复而成，即磷脂双分子层，其上镶嵌有各种类型的膜蛋白以及与膜蛋白结合的糖和糖脂。细胞膜可作为细胞与周围环境和细胞与细胞间进行物质交换和信息传递的重要通道，可通过其上的孔隙和跨膜蛋白的某些性质，达到有选择性的、可调控的物质运输作用。
细胞膜有许多异名，如：质膜（plasma membrane）、细胞质膜（cytoplasmic membrane）。此外，同义词中，汉语原生质膜和英语 protoplasmic membrane，plasmalemma 目前已较少用。

## 学说
1935年，J.F.Danielli和H.Davson提出双分子片层模型。1950年代，羅伯特森（J.D.Robertson）提出单位膜模型。1972年，美國加州大學的西摩·喬納森·辛格和加斯·L·尼科爾森提出流动镶嵌模型（Fluid Mosaic Model）。
流动镶嵌模型是目前被最广泛接受和认可的观点。这种观点主张，构成膜的蛋白质和脂类分子具有镶嵌关系，而且膜的结构处于流动变化之中。许多实验结果支持流动镶嵌模型的模式。

## 结构
在流动镶嵌模型学说中，膜中的磷脂質分子以双層排列，构成了膜的网架，是膜的基质。磷脂質分子为双性分子，分为亲水头端和疏水尾端，雙層磷脂質分子之头端皆朝向水相，疏水尾端則兩兩相接埋於膜内。而使脂雙層分子之親水頭端的内层（面對細胞質之面）與外層（面對外界之面）之結構不对称原因，主要在于脂雙層分子兩亲水头端的化学组成不同。
膜的另一种主要成分是蛋白质，蛋白质分子有的嵌插在脂双层网架中，有的则粘附在脂双层的表面上。根据在膜上存在位置的不同，膜蛋白可分为两类，一是通过强疏水或亲水作用同膜脂牢固结合不易分开的，称为整合蛋白（Integral protein）或膜内在蛋白；二是附着在膜的表层，与膜结合比较疏松容易分离的，称为膜周边蛋白（Peripheral protein）或外在蛋白。

## 功能
细胞膜的功能主要有以下几个方面：
1. 维持细胞的结构完整性，保护细胞内成分
2. 细胞内外选择性物质运输的通道和桥梁
3. 细胞抗原-抗体特异性识别的物质基础和位置
4. 细胞表面绒毛、纤毛、鞭毛的着生位点
5. 对于原核细胞而言，细胞膜是很多催化生化反应的酶附着的位点。